# PLU碼
價格查詢代碼（英語：price look-up codes），通常又稱PLU碼、PLU代碼、PLU標籤（PLU codes）、PLU號碼（PLU numbers）、PLU四位碼（英語：four-digit price look-up numbers）、PLU（PLUs）、產品碼（produce codes）。又因為香港和台灣進口水果使用其標籤，因此民間又稱水果碼、水果標籤、水果號碼。這是一套標識雜貨店、超市散裝農產品的數字編碼系統。自1990年以來已分配超過1400多個數字。
代碼由國際農產品標準聯盟（英語：International Federation for Produce Standards，縮寫IFPS）管理，該聯盟是2001年成立的全球水果和蔬菜協會聯盟，旨在全球引入PLU編號。
當產品相似而價格不同時，例如有機和傳統品種，這種PLU代碼便很重要。使用PLU代碼後，雜貨店員和顧客就無須依賴肉眼識別不同品種，這可使結賬和庫存控制更容易、更精準。

## 使用
PLU代碼主要用於零售雜貨店或超市。自2006年起，帶PLU代碼的貼紙也可帶有GS1 DataBar 堆疊式全向的條碼。

## 編號公約

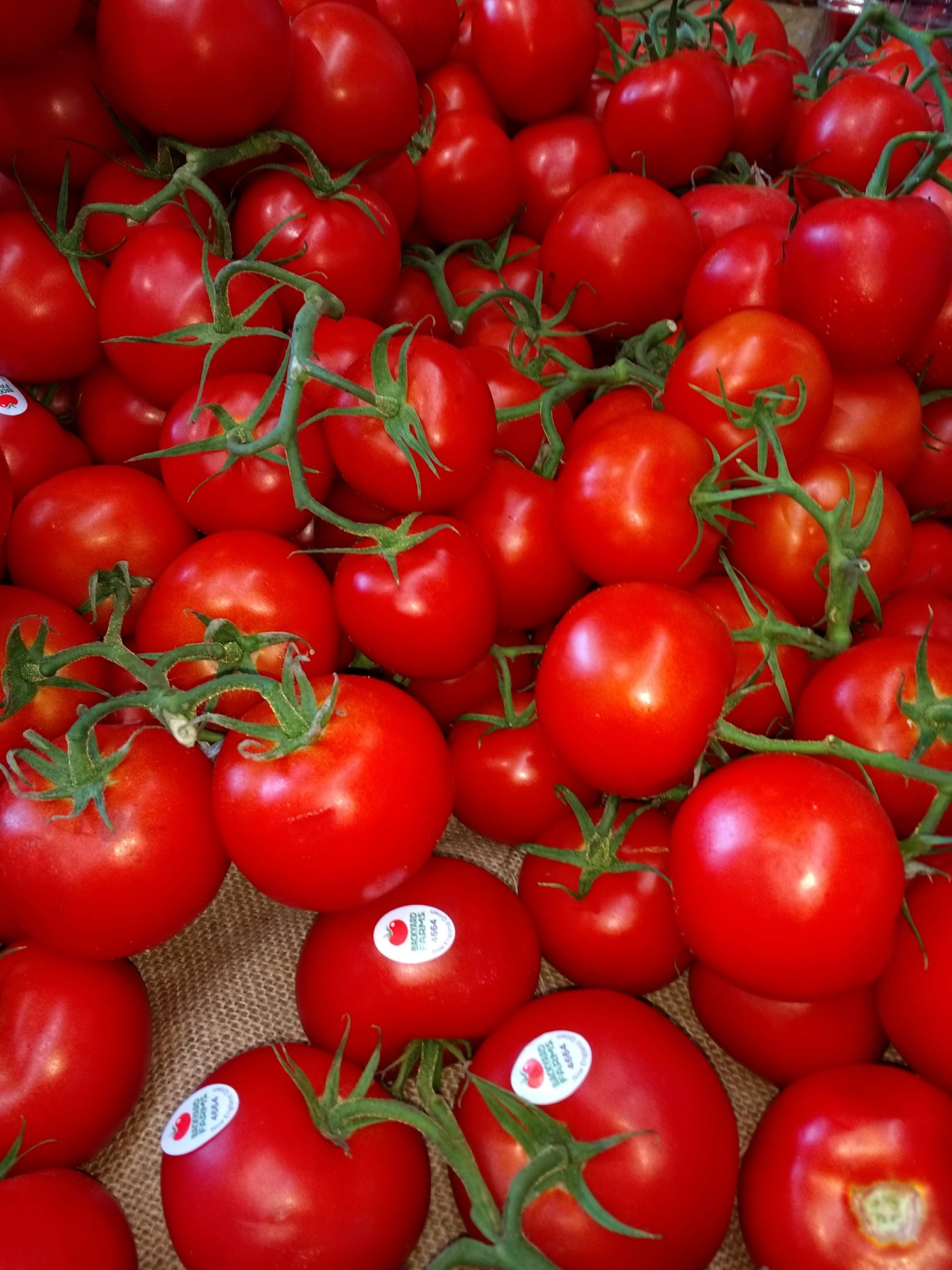
超市中帶有PLU碼4664的紅番茄

傳統產品（英語：conventional produce）在3000和4000系列中隨機分配了PLU碼。有機產品可以通過在四位數的傳統PLU前面加上9來指定。例如，傳統香蕉編碼是4011，而有機香蕉編碼則是94011。
未來將使用83000和84000系列的五位編碼，但與9前綴不同，第一位的8並不表示貨品類別。 （曾幾何時，以8為前綴是為轉基因產品保留的，但在轉基因種植者拒絕使用它們後，它們被開放供一般使用。）

### 零售商分配的代碼
一些PLU碼是為零售商保留的私用代碼，實際代表的貨品由零售商自行定義，並允許用PLU代碼代替條形碼。這些私用代碼可分為可供所有貨品使用的一般代碼，及只供特定類別使用的特定代碼。例如，零售商可以將3170–3269分配給任何商品，而4193–4217只能分配給蘋果。
供應商可以與其零售商協調，以使用相同的私用代碼來代表同一貨品。

## 借助PLU代碼促銷
一些商家已獲得許可在PLU碼標籤貼紙上放置字符，作為電影、電視節目、其他媒體特許經營的促銷活動。

## 收集
雖然收集PLU標籤作為一種愛好已經存在了一段時間，但隨着PLU碼在社交媒體和時尚設計等中出現，現在正日漸變得普遍。在線目錄和收藏俱樂部又進一步提高了這項愛好的受歡迎程度。
除了插圖之外，對於收藏家來說，重要的因素是這些貼紙的組成以及它們所使用的產品類型。製作PLU代碼貼紙最流行的材料是塑料薄膜和紙，但也可以使用紙板、金屬化薄膜、包裝紙和紡織品。

## 環境問題
儘管PLU標籤在全球範圍內得到認可，但因爲標籤不能降解，有時會導致所附著的水果和蔬菜被拒絕接受堆肥處理。

## 另見
- 標籤

## 外部鏈接
- 國際農產品標準聯盟（英語：International Federation for Produce Standards，縮寫IFPS）官網 （页面存档备份，存于）（英文）
- 使用指南《PRODUCE IFPS PLU CODES A User’s Guide （页面存档备份，存于）》（英文）
- IFPS編碼搜索引擎 （页面存档备份，存于）（英文）
- PLU碼查詢工具 （页面存档备份，存于）（英文）
- 標籤大全